# 青山はるき
青山 はるき（あおやま はるき、1986年4月16日 - ）は、日本のAV女優。こずプロ所属。
身長:158cm。スリーサイズ:B88(E-70)・W62・H90cm。

## 略歴・人物
「日本一のチャットレディ」のふれこみで、2012年7月にAVデビュー。

## 出演作品

### アダルトDVD
2012年
- 日本一のチャットレディー ど変態AVデビュー（7月20日、レイディックス）
- 絶対に手を出してはいけない相手をレズ夜這い 5（8月9日、AKNR）
- 母親と息子で行く妊娠祈願子宝の湯 美人ママ近親相姦中出し三昧バスツアー（8月23日、ROCKET）※「青木さん」名義
- カリスマNo.1キャバ嬢の抑えられない性的衝動!!（8月25日、vamp freyja）
- 勃起したペニスを八時間挿れっぱなしで、女はどうなるか?（9月1日、プレステージ）
- 家族にバレないように兄嫁に手を出したら失禁しながら感じ始めた･･･（9月6日、AKNR）
- セックスに溺れる。 7（9月11日、プレステージ）
- 寝取られ願望 妻を偽の友人と二人っきりに･･･ その時、愛する妻が取った行動は･･･!（9月21日、MAGIC）
- 目を奪われる瞬間 日常で見かけるスキの多いオンナを視姦し続けたら･･･（10月2日、MAGIC）
- 精液便女 Vol.9（10月20日、ラッシュ）
- 堕ちてゆく人妻 －本当はこんな女なの･･･－（11月1日、DOC）
- 女体拷問研究所Ⅱ Vol.16（11月7日、ベイビーエンターテイメント）
- 催眠中毒 FX（11月10日、催眠研究所）
- あ〜やらしい! 35 チャットNO1! 貪欲ド淫乱女の特濃精子飲み（11月16日、asfur）
- 催眠素顔 3（11月20日、催眠研究所）
- 現代社会の七不思議‥ 過度のストレスを抱えた女たちの･･･ 嫌いな男をオカズにオナニー!!（11月25日、サイドビー制作室）
- 乳首を舐められて、手コキと寸止め（12月8日、ラッシュ）
- HYPNO POLICE 2 〜悲劇の密室催眠捜査〜（12月12日、トラウマアート）
- パーフェクトうんち 密着4日間6脱糞（12月20日、レイディックス）
- 女社長／女教師 変態。（12月25日、サイドビー制作室）
- 「ある主婦の告白」 兄貴の嫁を弟が寝取り、その復讐に弟の元嫁をレイプする兄（12月25日、サイドビー制作室）

2013年
- TRIPLE はるき と かおり と はるか（1月13日、U&K）
- HYPNO TOWN 〜陽のあたる催眠支配〜（1月21日、トラウマアート）
- 近所で評判の美人妻が、オシに弱いと聞きつけて旦那がいない間に試してみたら、予想以上に敏感なカラダと濃厚SEXが楽しめ、さらに喉でイクほどフェラチオマニアで俺は、どっぷりハマりそう。 青山はるき（仮名）（2月8日、NON）
- 最近色気ついた母親がエロ下着を身につけて多感な時期の俺に見せつけて、勃起させるのを趣味にしているが俺は、もうどうしたら良いのか分からない！（2月22日、NON）
- スパンデクサー 討伐編・フェチ編・凌辱編（2月22日、GIGA）
- 人妻が‥‥他人のチ●ポを咥え込む　美人すぎる人妻たち！充実した、4時間！（2月25日、サイドビー ）
- 旦那の目の前で黒人種付けされる若妻 川崎市在住はるき（26）（3月8日、AFRO-FILM）
- 僕の喪主を抱かせてやるから、キミの喪主をヤラせてくれ。（3月21日、タカラ映像）
- 人のモノだから欲しくなる、だから人妻は最高だ 夫以外に抱かれる人妻　総勢9人4時間（3月22日、なでしこ）
- ノーブラ巨乳ジム　真剣に胸を揺らすのは何の為！？ 欲情汁にまみれた全身は触れた瞬間 一気に燃え上がる（3月23日、ディープス）
- 気持ちイイけど声が出せない我慢レズ（4月13日、U&K）
- VS. 青山はるき（4月25日、デジタルアーク）
- 精液泡姫集 8人のスペルマ・フリーク ザーメン実験室総集編（4月27日、RASH）
- 即尺精飲公衆便女 7 どすけべマンズリ女編（5月3日、S.P.C）
- アクシデントバトル　2（5月21日、トラウマアート）
- 応募即撮りH系 5（6月7日、NON ）
- ザーメンマニアが選んだ　発射とごっくん ベスト20 vol.3（9月6日、S.P.C）
- まさか、私が…。旦那の目の前で黒人種付け調教をされた美人妻たち 1（9月13日、AFRO-FILM）
- 未来 2013年 上半期総集編 4時間（10月5日、未来）
- ザ・ベイビーエンターテイメント 2013 PREMIUM BEST ～淫秘の女体轟沈アクメ～（12月6日、ベイビーエンターテイメント）
- 8人の人気女優の羞恥心を煽りつつ濃厚セックスをしてみたら驚くほど感じてしまいビクビク痙攣しながらイキ果てる瞬間を映画クラスの画質で撮影した2（12月6日、NON）